# Parakinese
Parakinese (griechisch neben/bei der Bewegung) ist der medizinische Fachausdruck für von der Norm abweichende, unregelmäßige und unharmonische Bewegungsabläufe. Ursächlich ist typischerweise eine gestörte Koordination. Häufig betroffen sind komplexe Bewegungen, wie Gestik, Mimik und Sprache.
Es handelt sich hierbei um Diagnosen mit Krankheitswert in den Fachgebieten Psychopathologie und/oder Neurologie.
Der Begriff wird in der Literatur auch als Synonym für Bewegungsstereotypien (zwanghaftes Wiederholen unterschiedlicher Bewegungen wie beispielsweise "Händereiben" oder "Blinzeln") verwendet.